# Kečky
Kečky (1139 m) – szczyt w Wielkiej Fatrze, w północnej Słowacji.

## Położenie
Szczyt Kečky leży w północnej części Wielkiej Fatry, w położonej już na północnym (prawym) brzegu Wagu tzw. Szypskiej Fatrze. W kolejności od zachodu na wschód wyróżnia się następujące szczyty: Zacharka (809 m), Kečky (1139 m), Radičiná (1127 m), Klzká hora (1115 m) i Tlstá hora (1063 m). Masyw Kečky wznosi się bezpośrednio nad wąską w tym miejscu doliną Wagu, dominując od północy nad położoną w jej niewielkim rozszerzeniu dawną wsią Hrboltová (obecnie część Rużomberku). Od zachodu ogranicza go głęboka Komjatnianská dolina. U północnych podnóży masywu Keczek leży wieś Komjatná.
W kierunku południowo-wschodnim, poprzez kształtne siodło Sedlo pod Kečkou (też Sedlo pod Kečkami, ok. 1010 m), przykryte dużą polaną, oraz przez dość szeroki grzbiet, również pokryty w części ciągiem polan (Sedlo pod Radičinou), łączą się ze szczytem Radičiná (1127 m).

## Geologia i geomorfologia
Kečky to charakterystyczną góra o stożkowatym kształcie i stromych, miejscami dość silnie rozczłonkowanych stokach. Nie posiada ona jednak dłuższych bocznych grzbietów, jedynie w kierunku północnym wybiega od niej wyraźny grzbiet, który poprzez wzniesienia Svrčinová skala (902 m, na mapach też jako Zvonica, 891 m) i Pohorelina (770 m) schodzi nad Komjatną.
Górne partie masywu Kečky (mniej więcej powyżej poziomicy 760-800 m), podobnie jak w sąsiednim szczycie Radičiná, zostały wypreparowane w pochodzących ze środkowego triasu wapieniach i dolomitach, zaliczanych do płaszczowiny choczańskiej. Utwory te wychodzą na powierzchnię w postaci licznych skalnych ścian, ambon i turniczek, rozdzielanych kamienistymi żlebkami lub większymi rozpadlinami, otaczających szczyt i sięgających aż po jego wierzchołek. Zaznaczają się tu elementy rzeźby krasowej, do których należy szereg niedużych jaskiń, również o rozwinięciu pionowym. Najbardziej znanymi z nich są studnia Zvonica nad Komjatną, głęboka na ok. 30 m (w której powstaniu znaczny udział miało jednak wietrzenie mrozowe) oraz jaskinia Rákytie długości 20 m. Górę wieńczy niewielka wierzchowina szczytowa, wąska, wyciągnięta na długości ok. 100 m z północnego wschodu na południowy zachód.
Niższe partie wspomnianych gór budują znacznie mniej odporne margle i margliste wapienie, zaliczane już do płaszczowiny kriżniańskiej. Widoczne są one np. w dawnym kamieniołomie zwanym Skladaná skala, nad Wagiem, między wsiami Hrboltová i Švošov. Te partie stoków mają mniejsze nachylenie i znacznie łagodniejsze ukształtowanie.

## Charakterystyka florystyczna
Kečky prawie w całości porośnięte są lasem. Dominującymi gatunkami są świerk, buk i jodła biała. Jedynie wierzchowinę szczytową pokrywa niewielka polana. Wśród roślin wyróżnia się szereg interesujących gatunków flory wapieniolubnej.

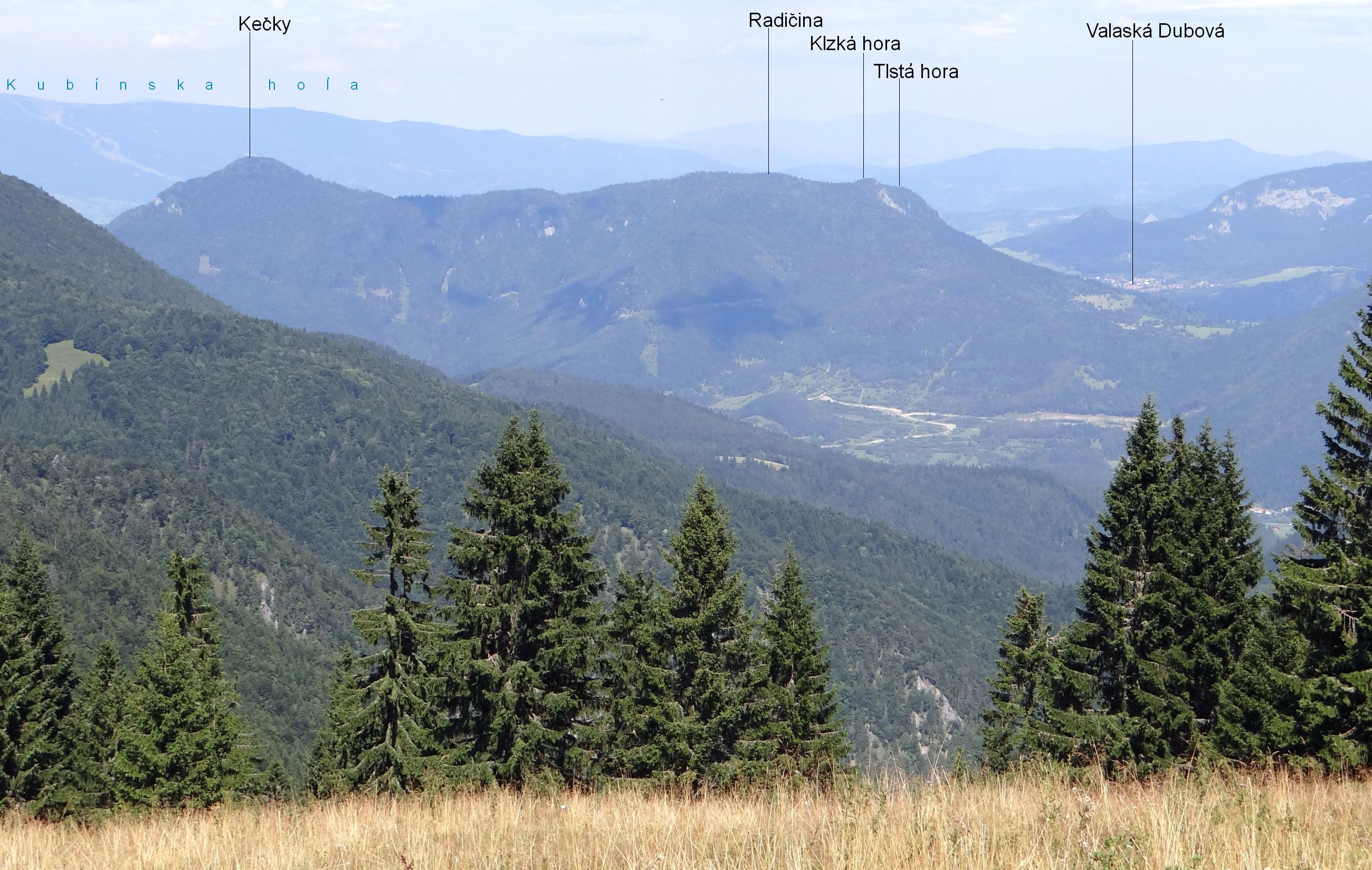
Widok na Kečky z Malinnégo

## Turystyka
Szczyt Keczek dostępny jest znakowanym szlakiem turystycznym koloru żółtego, który zaczyna się na polanach pokrywających szerokie siodło Sedlo pod Radičinou. Polany te są z kolei dostępne szlakiem czerwonym z Rużomberku lub Komjatnej.
  Sedlo pod Kečkou (też: Pod Kečkami) – Kečky. Odległość 1,3 km, suma podejść 130 m, suma zejść 36 m, czas przejścia 30 min (z powrotem 20 min)
Ze szczytu Keczek, między drzewami, fragmentaryczne widoki w różnych kierunkach, m.in. na krywańską część Małej Fatry, dolinę Wagu, za którą wznoszą się szczyty północnej części Wielkiej Fatry, na zachodnią część Liptowa i zachodnią część Niżnych Tatr oraz na pasmo Kubínska hoľa.